# Культура Йемена
Культура Йемена, благодаря своему уникальному географическому положению и древней истории, очень своеобразна и отлична от культурных традиций и обычаев соседних стран.

## Музыка
Музыка Йемена известна за пределами страны главным образом благодаря нескольким звездам, снискавшим популярность в арабских странах, и йеменским евреям, ставшим популярными в Израиле в 20-м веке. Долгое время Йемен считался центром культуры арабского мира.

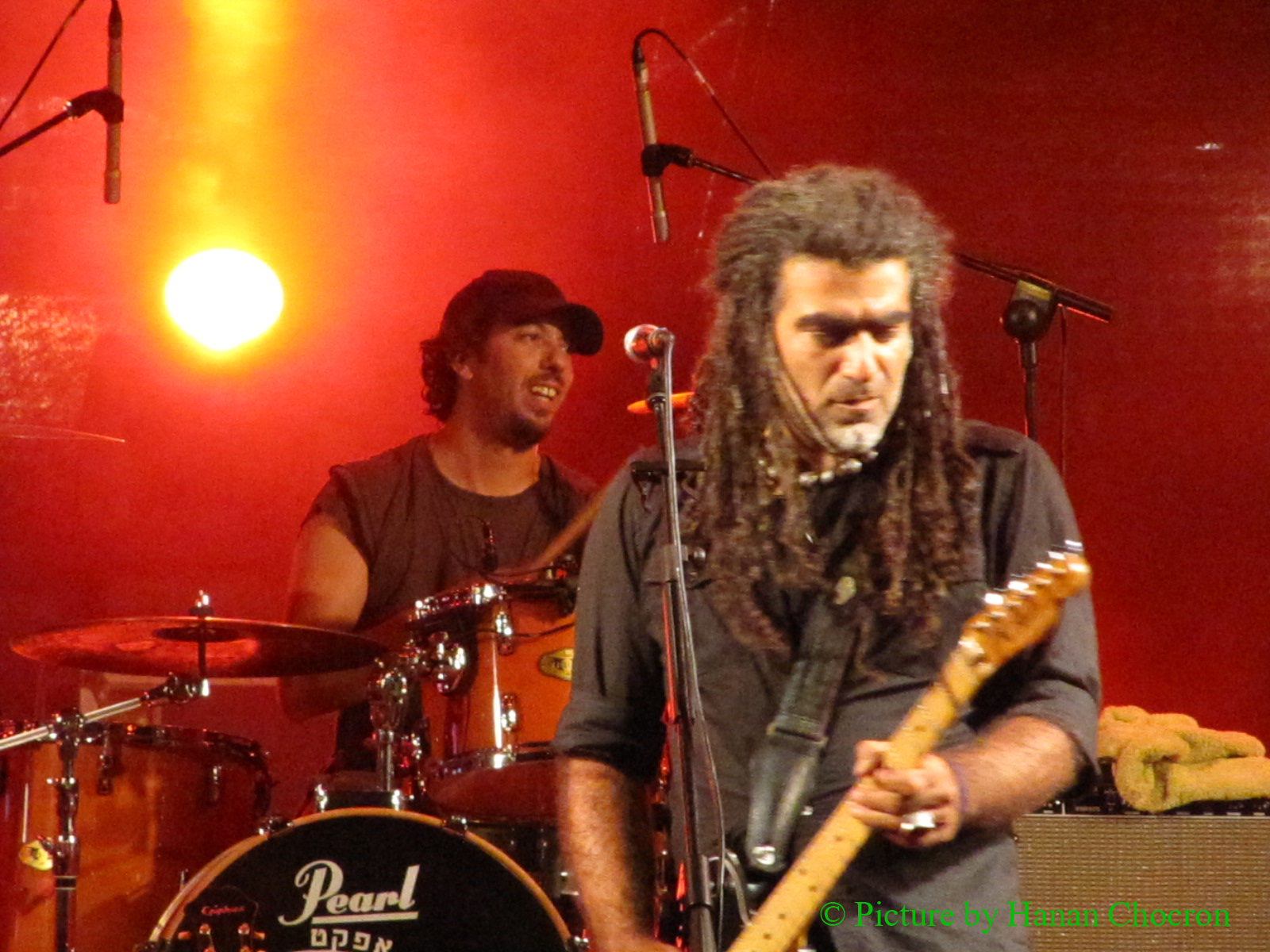
Известная в Израиле группа Mosh ben ari

Национальный гимн Йемена «Единая республика» написан Абдуллой «аль-Фадхуль» Абдульвахаб Номаном.
Организация ЮНЕСКО назвала традиционную поэзию песен Сана в 2003 г. шедевром устного и нематериального культурного наследия.

## Религия

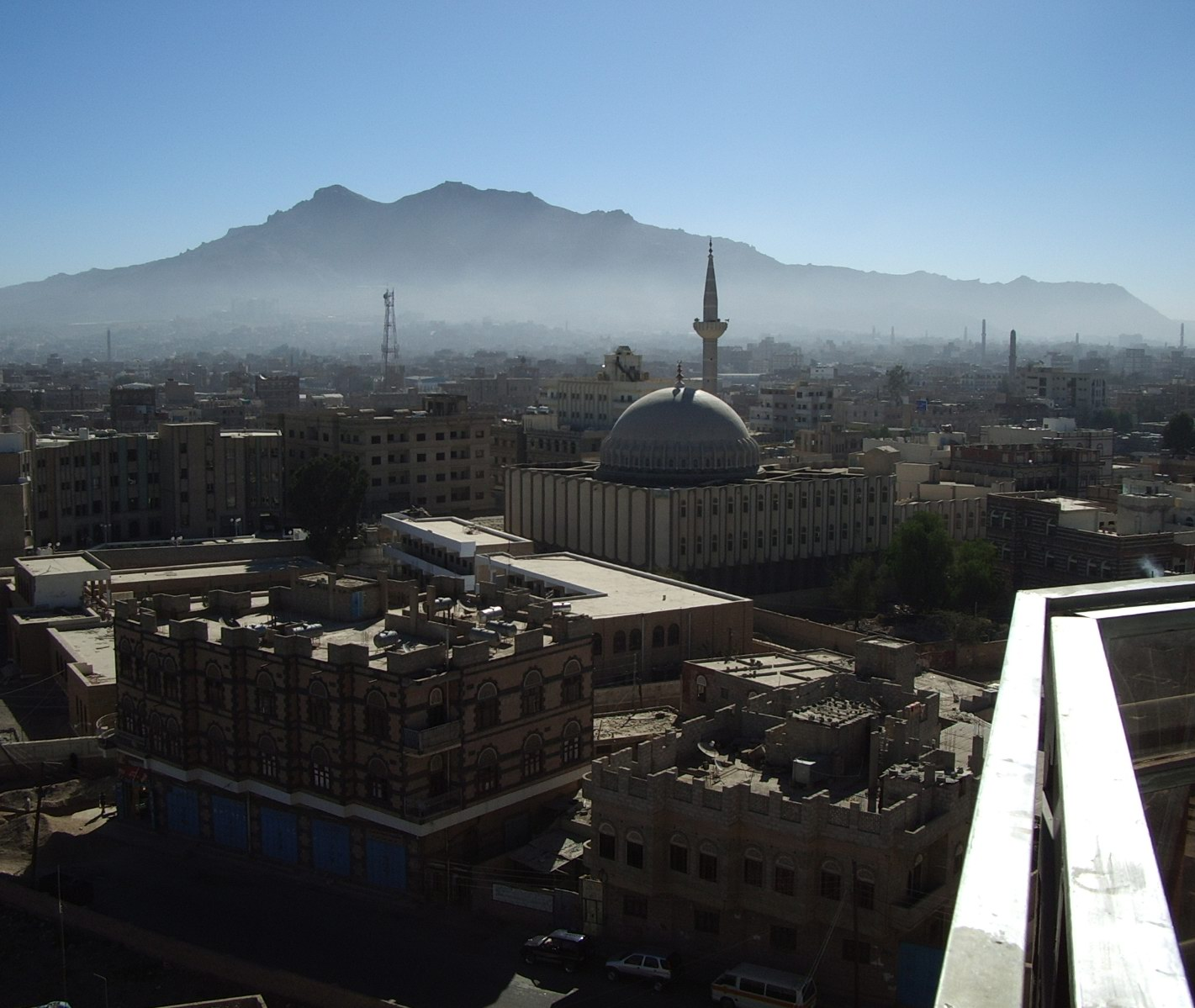
Мечеть в столице Йемена

В целом, религиозная сфера Йемена состоит из 2 главных исламских религиозных групп — суннитов и шиитов. 52 % мусульман Йемена сунниты, 46 % — шииты. Большая часть придерживается маликитского или ханбалийского мазхабов. Шииты в основном зейдиты. Примерно 2 % йеменцев — друзы.
Сунниты живут преимущественно на юге и юго-востоке страны. Зейдиты — на севере и северо-западе.
Менее 1 % йеменцев исповедуют другую (не исламскую) религию. В стране насчитывается около 3,000 христиан, 400 евреев и очень маленькое число последователей индуизма. Ни конституция страны, ни законы не защищают и не запрещают религиозный плюрализм.

## Кухня
Кухня Йемена достаточно отличается от известной многим Восточной кухни. Кулинарные обычия и традиции могут сильно разниться от региона к региону внутри страны. Сильное влияние на них оказала культура Османской империи, господствовавшей на территории Йемена несколько веков назад.

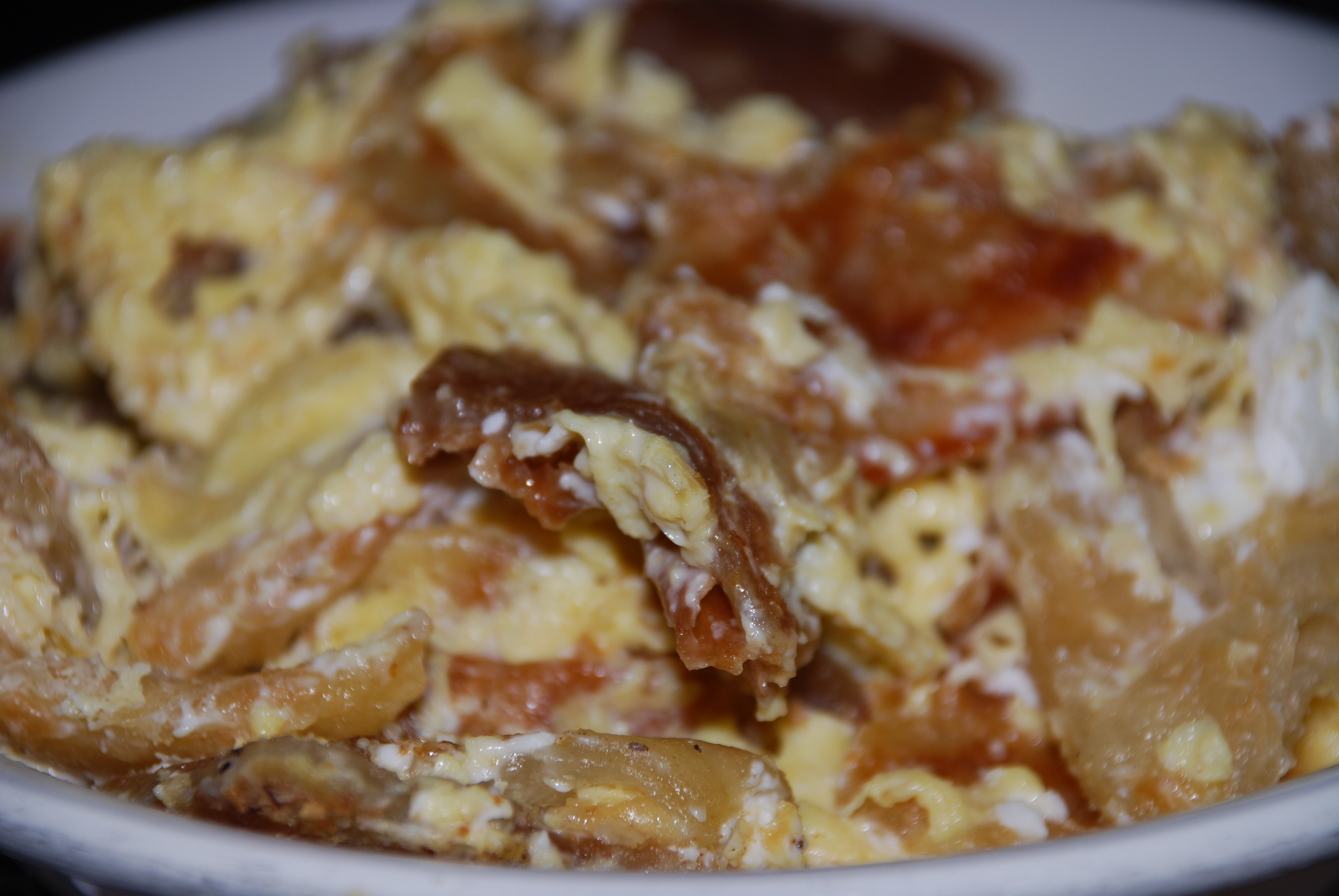
Фатут — жареный хлеб с яйцами

Курятина и баранина в Йемене более популярны, чем недешевая по местным меркам говядина. Рыбу тоже едят, особенно жители прибрежных территорий.
Сыр, масло и другие молочные продукты не характерны для йеменийского рациона. Однако пахтой жители балуют себя почти каждый день, особенно в деревнях, где её легко достать. Самые популярные липиды — растительное и топленое масла.
Несмотря на то, что кулинарные традиции разнятся в регионах страны, в Йемене есть основное национальное блюдо — салта. Её основу составляет тушеное мясо, пажитник и специальный соус, состоящий из перца, помидора, чеснока и зелени. К салте подается рис, картофель, вареные яйца или овощи. Её едят с лепешками, одновременно используемыми в качестве столового прибора.

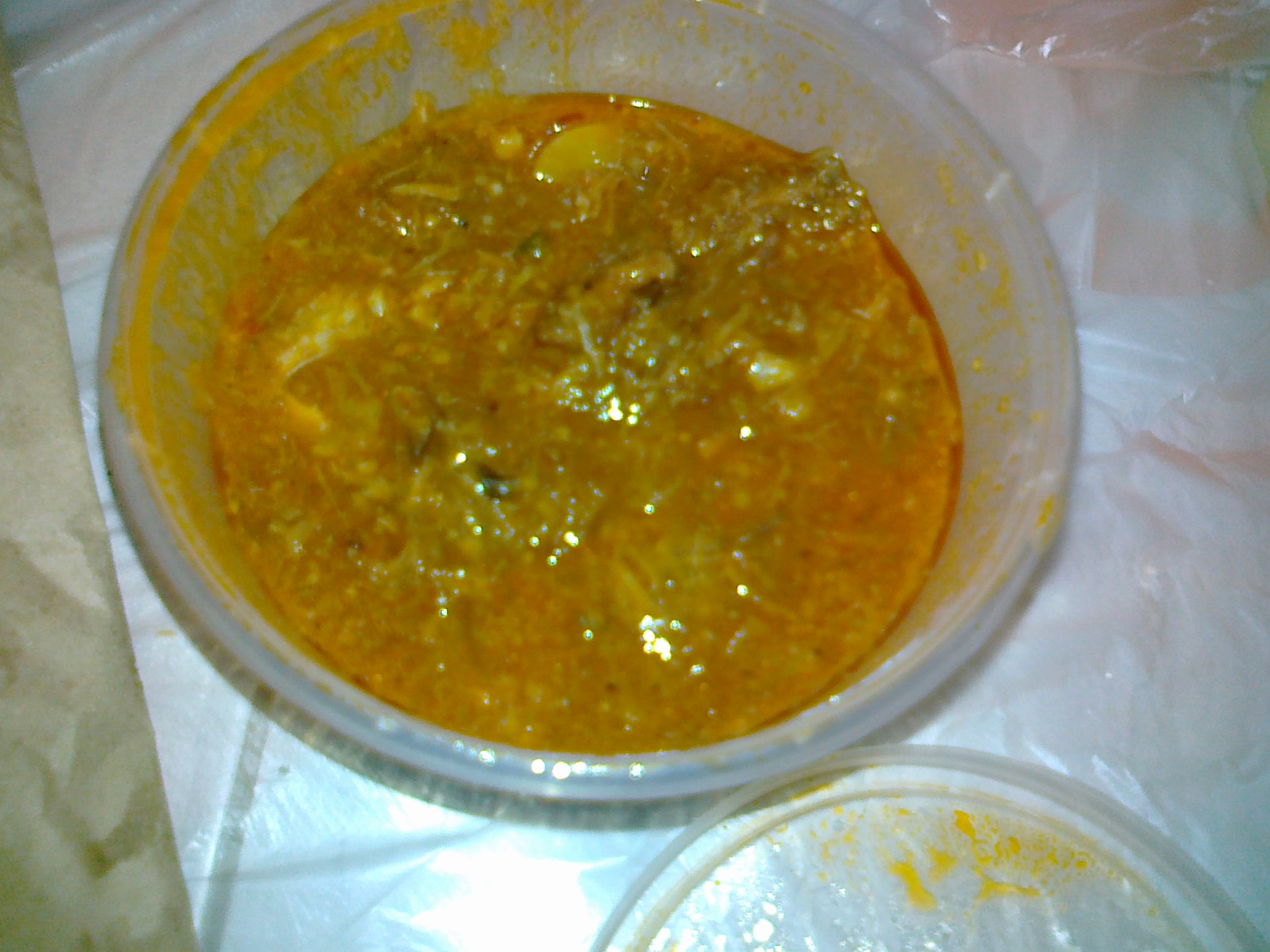
Фахса — национальное блюдо Йемена

Шакшука — другое популярное блюдо в Йемене, особенно на севере. Шакшука готовится из яиц, мяса, помидоров, перца, лука и пряностей (карри, тмин, куркума, острый перец) и подается к столу с лепешками и белым хлебом. Другой вид шакшуки делают из баранины, яиц, шпината, сельдерея, кориандра, цветной капусты, картофеля, зеленого гороха и специй.
Другие известные блюда: асид, фахса, манты, самак мофа, фатта, шафут, фатут.
Из напитков в Йемене популярны: молочный чай, чёрный чай, кофе, каркадин (настойка сухих цветов гибискуса) и наги аль-забиб (напиток из изюма). Соки манго и гуава также пользуются успехом, особенно летом.

## Спорт
В Йемене популярен футбол. Сборная Йемена по футболу — член ФИФА. В стране много футбольных клубов.
Горный ландшафт Йемена позволяет развиваться таким видам спорта как скалолазание, пешеходный туризм, велосипедный спорт. Центром скалолазания и пешеходного туризма являются горы Сарават и Джабаль Эн-Наби-Шуайб.
Береговой рельеф также способствует развитию водных видов спорта, таких как серфинг, бодибординг, парусный спорт, плавание, пляжный футбол.